# .ls
A .ls Lesotho internetes legfelső szintű tartomány kódja, melyet 1993-ban hoztak létre.